# In Europa (boek)
In Europa: Reizen door de twintigste eeuw is een boek geschreven door Geert Mak. De eerste druk dateert uit maart 2004. De herziene versie dateert uit november 2007; deze versie is ingekort en bevat een actueel nawoord.
In het boek beschrijft Mak de reis die hij in opdracht van NRC Handelsblad maakte in het jaar 1999. Het boek beschrijft onder andere historische gebeurtenissen en periodes. Deze zijn vervlochten met verhalen, meningen en visies van mensen die hierbij betrokken waren, in die tijd leefden of hier achteraf op terugkeken.
In Europa was het best verkochte boek van een Nederlandse auteur in Nederland in 2004.
Het boek won de NS Publieksprijs 2005 voor het Nederlandse Boek 2004 en kreeg daarmee de eretitel "Boek van het Jaar". Het boek is in veertien talen vertaald waaronder het Engels, Spaans, Frans, Duits, Italiaans, Hongaars en Pools.
De gelijknamige documentairereeks In Europa van Geert Mak is gebaseerd op het boek en werd vanaf 2007 in 35 afleveringen, verspreid over twee seizoenen, door de VPRO uitgezonden. Het werd later bij herhaling uitgezonden door de Frans-Duitse zender Arte.

## Opbouw
Het boek is opgebouwd uit twaalf hoofdstukken die corresponderen met de maanden van het jaar 1999. Ieder hoofdstuk beslaat een periode uit de twintigste eeuw en begint met een landkaart van Europa. Deze hoofdstukindeling is chronologisch opgebouwd. Per maand bezocht Mak een aantal steden uit een bepaald tijdvak, ongeacht of ze ver uit elkaar liggen of niet. Op de landkaarten worden de desbetreffende routes uitgestippeld die Mak in die maand aflegde. Verder tonen deze landkaarten hoe de grensverdeling van Europa in bepaalde periodes van de twintigste eeuw was.
Ook worden bepaalde oorlogsfronten gemarkeerd op de kaarten. In sommige hoofdstukken bevatten de landkaarten uitvergrote kaders om bepaalde gebieden uit te lichten. De epiloog van de herziene versie geeft een actuele visie op de toenmalige status van Europa.
| Hoofdstuk | Periode     | Bezochte steden                                                               |
| --------- | ----------- | ----------------------------------------------------------------------------- |
| Januari   | 1900 - 1914 | Amsterdam, Parijs, Londen, Berlijn, Wenen                                     |
| Februari  | 1914 - 1918 | Wenen, Ieper, Cassel, Verdun, Versailles                                      |
| Maart     | 1917 - 1924 | Stockholm, Helsinki, Petrograd, Riga                                          |
| April     | 1918 - 1938 | Berlijn, Bielefeld, München, Wenen                                            |
| Mei       | 1922 - 1939 | Predappio, Lamanère, Barcelona, Guernica, München                             |
| Juni      | 1939 - 1941 | Fermont, Duinkerken, Chartwell, Brasted, Londen                               |
| Juli      | 1940 - 1942 | Berlijn, Himmlerstadt, Auschwitz, Warschau, Leningrad, Moskou                 |
| Augustus  | 1942 - 1944 | Stalingrad, Odessa, Istanboel, Kefalonia, Cassino, Rome, Vichy, Saint-Blimont |
| September | 1944 - 1956 | Bénouville, Oosterbeek, Dresden, Berlijn, Neurenberg, Praag, Boedapest        |
| Oktober   | 1956 - 1980 | Brussel, Amsterdam, Berlijn, Parijs, Lourdes, Lissabon, Dublin                |
| November  | 1980 - 1989 | Berlijn, Niesky, Gdańsk, Moskou, Tsjernobyl                                   |
| December  | 1989 - 1999 | Boekarest, Novi Sad, Srebrenica, Sarajevo                                     |